# Château de Saint-Julien
Le château de Saint-Julien ou de Saint-Jullin est une ancienne maison forte du XIIIe siècle remaniée à plusieurs reprises qui se dresse sur la commune de Siccieu-Saint-Julien-et-Carisieu dans le département de l'Isère et la région Auvergne-Rhône-Alpes.

## Situation et accès
Le château de Saint-Julien est situé dans la partie septentrionale du département français de l'Isère sur la commune de Siccieu-Saint-Julien-et-Carisieu. Il domine le village de Saint-Julien et l'étang de Ry.
Situé à moins de cinq kilomètres de la ville de Crémieu (et à l'Est de celle-ci) et non loin de l'aéroport de Lyon-Saint-Exupéry, le domaine est rapidement accessible par la route depuis l'agglomération lyonnaise avec la sortie no 3 de l'autoroute A432 qui dessert cet aéroport.
- 3 à 21 km : Aéroport Lyon Saint-Exupéry et villes desservies Pont-de-Chéruy, Meyzieu, puis la RD52 en direction du bourg de Siccieu.

La gare ferroviaire la plus proche du site est la gare de Lyon-Saint-Exupéry TGV, situé à moins de quinze kilomètres, selon les références toponymiques fournies par le site géoportail de l'Institut géographique national.

## Histoire
- Si vous ne connaissez pas le sujet, laissez ce bandeau (vous pouvez alors contacter les auteurs).
- Si vous supprimez le contenu mis en cause (vous pouvez préalablement contacter les auteurs),

argumentez précisément cette suppression dans la page de discussion
(un manque de référence n'est pas un argument ; une recherche réelle de référence doit avoir été effectuée, être formellement documentée).
L'ancienne maison forte date du XIIe siècle.
La maison forte originale appartenait au seigneur Louis de Saint-Jullin, puis en 1260 au connétable du Dauphiné Étienne de la Poype. Un de ses fils prénommé Guillaume hérita de Saint-Jullin. Durant la renaissance, le roi François Ier y séjourna[réf. nécessaire]. 
Saint-Jullin érigé en comté en 1739, par Louis-Antoine de Saint-Jullin de Granet qui le transmettra à son fils, président du parlement de Grenoble. Le comte Louis Angélique de Disimieu fait l'acquisition du domaine en 1752 et celui passe par héritage à la famille De Chaponnay. 
Détruite partiellement lors de la Révolution française, la maison forte devenue un château de plaisance est profondément remaniée à compter de 1836 par la comtesse de Chaponnay. Certains éléments comme le donjon sont alors ajoutés, bien qu'ils ne figurent pas dans les bâtiments d'origine. À partir des années 1960, le domaine est aménagé en centre de vacances.

## Description
L'ensemble architectural s'organise autour d'une cour rectangulaire, surplombant une terrasse, laquelle est fermée au Nord par un corps d'entrée composé d'un portail monumental en saillie avec un étage carré, couronné de faux mâchicoulis afin de donner un aspect médiéval à l'ensemble et couvert d'un toit pavillon. 
Le portail comprend deux ailes couvertes d'un toit à longs pans à croupes, complétées des deux côtés par des tourelles d'angle circulaires à mâchicoulis ainsi qu'un toit conique.
Le château occupe la partie méridionale de la cour et adopte un plan rectangulaire dissymétrique (rez-de-chaussée surélevé, étage carré et étage de comble). La façade est flanquée de deux massifs corps quadrangulaires, dont l'élévation comprend un rez-de-chaussée surélevé et deux étages carrés. Le rez-de-chaussée de la tour ouest est voûté en berceau. Une haute tour couronnée de faux-mâchicoulis et ornée de tourelles en échauguette, fait saillie au centre de l'élévation. Celle-ci présente un rez-de-chaussée occupant deux niveaux des trois étages carrés et possède un toit en pavillon. 
Le corps de bâtiment principal est couvert d'un toit à longs pans et croupes accompagné de tourelles et les fenêtres de l'étage de comble évoquant ainsi les créneaux et les merlons d'un chemin de ronde d'une fortification. L'entrée en façade est accessible par un escalier extérieur symétrique. L'ensemble de la toiture est couverte d'ardoises et de tuiles mécaniques.
Le château se situe au cœur d'un parc agrémenté d'un fontaine, lavoir et d'une fabrique de jardin. Une ferme est installée en contrebas du château.